# Giovanni Battista De Toni
Giovanni Battista De Toni, född 2 januari 1864 i Venedig, död 31 juli 1924 i Modena, var en italiensk botaniker. Auktorsnamnet De Toni kan användas för Giovanni Battista De Toni i samband med ett vetenskapligt namn inom botaniken; se Wikipediaartiklar som länkar till auktorsnamnet.
De Toni blev extra ordinarie professor i botanik i Parma 1893, ordinarie professor och trädgårdsföreståndare i Camerino 1899 och i Modena 1902. Han var deskriptiv algolog och namnkunnig genom det stora kompilatoriska verket Sylloge algarum omnium hucusque cognitarum (fem delar, elva band, 1889–1907; band 11 av Achille Forti). Han uppsatte 1886 och redigerade till 1890 den algologiska tidskriften "Notarisia" (fortsatt av David Levi-Morenos) samt utgav den likaledes av honom uppsatta tidskriften "La nuova Notarisia".